# Agora Eu Já Sei
"Agora Eu Já Sei" é uma canção da cantora brasileira Ivete Sangalo, lançada como primeiro single oficial do seu sexto álbum de estúdio, Pode Entrar (2009). A canção foi enviada para as rádios em 23 de abril e foi mais um hit para Ivete, já entrando na segunda posição nas paradas de sucesso do Brasil. De autoria da própria Ivete e pelo seu parceiro de longa data Gigi, que já compôs outros sucessos ("Não Precisa Mudar"), a canção também tem fortes toques de piano e está sendo igualada a outras baladas de Ivete.
Uma segunda versão, intitulada "Ahora Ya Sé", foi lançada em 5 de maio de 2011 em toda América Latina, sendo interpretada completamente em espanhol e trazendo a participação do cantor argentino Diego Torres, a qual foi gravada ao vivo para o álbum Ivete Sangalo no Madison Square Garden.

## Composição
A canção é fruto de uma parceria do baixista Gigi, que fez a melodia, e de Ivete, que compôs a letra. A canção fala do encontro do verdadeiro amor e de como é viver com ele. A Música recebeu uma das quatro indicações recebidas por Ivete no Gramy Latino 2009, Concorre na categoria de "Canção Brasileira do Ano", É a terceira música dela a concorrer nessa categoria, as outras foram Abalou (2006) e Berimbau Metalizado (2007), Nenhuma delas conseguiu o prêmio.

## Videoclipe
O videoclipe da canção teve sua estreia no Fantástico no dia 10 de maio de 2009 e mostra Ivete gravando a música no seu estúdio (similar com a proposta do álbum) e também mostra cenas dela andando em uma bela praia.

## Versão com Diego Torres
Ivete gravou uma segunda versão com a participação do cantor argentino Diego Torres e cantada em espanhol no álbum Ivete Sangalo no Madison Square Garden, a qual foi lançada nos países de língua espanhola da América Latina. O videoclipe da canção foi gravado em 4 de Setembro de 2010, no Madison Square Garden, em Nova Iorque, sob a direção de Nick Wickman e com a participação no palco do cantor Diego Torres. Usando o figurino criado pelos estilistas da Basso & Brooke, denominado "Tribal termocrômico", que integra elementos africanos e primitivistras e contém estampas digitais, simularão a mudança de cor relacionada ao calor do corpo.

## Desempenho nas tabelas musicais
| País — Tabela musical (2009)                   | Posição de pico |
| ---------------------------------------------- | --------------- |
| Brasil Billboard Hot 100 Airplay               | 2               |
| Brasil (Billboard Regional Salvador Hot Songs) | 3               |
| Argentina (Top 100 Argentina)                  | 4               |
| Paraguai (Paraguay Top 20)                     | 3               |
| Portugal (Top 50)                              | 47              |

## Histórico de lançamento
| País              | Data                | Formato                  | Gravadora |
| ----------------- | ------------------- | ------------------------ | --------- |
| Brasil            | 23 de abril de 2009 | Download digital airplay | Universal |
| Portugal          | 5 de junho de 2009  | Download digital         | Universal |
| América Espanhola | 5 de maio de 2011   | Airplay                  | Universal |